# 3114 Ercilla
För andra betydelser, se Ercilla.
3114 Ercilla eller 1980 FB12 är en asteroid i huvudbältet som upptäcktes den 19 mars 1980 av den chilenska astronomen Carlos R. Torres vid Cerro El Roble Station. Den har fått sitt namn efter den spanske författaren Alonso de Ercilla.
Asteroiden har en diameter på ungefär 5 kilometer och den tillhör asteroidgruppen Nysa.